# لارلویل
لارلویل (به انگلیسی: Laurelvale) یک روستا در بریتانیا است. لارلویل ۱٬۲۸۴ نفر جمعیت دارد.